# 钱皋韵
钱皋韵（1927年3月14日—），男，上海人，中国核燃料工程、同位素分离专家，中国工程院院士，中国核工业集团公司研究员，曾任中国核工业总公司科技委主任，中国核学会第四届理事长。

## 生平
1950年，毕业于交通大学。1953年至1955年，作为莫斯科大学研究生进修两年。
1994年，当选中国工程院院士。